# Polygonatum roseum
Polygonatum roseum là một loài thực vật có hoa trong họ Măng tây. Loài này được (Ledeb.) Kunth miêu tả khoa học đầu tiên năm 1850.